# Rokin
A Rokin Amszterdam egyik legforgalmasabb utcája. A Dam tértől indul déli irányban, és a Muntpleinbe torkollik. A Damrak tulajdonképpeni folytatása. Egykoron az Amstel folyó rész volt. 1936-ban a Spui tér és a Dam tér közötti szakaszát feltöltötték. Nevezetes épületei az Allard Pierson Múzeum, a 19. század végén épült Hotel de l’Europe, a Magazijn De Gouden Bril optikusműhely, a 19. századi Hajenius dohánybolt. Az utca egyik nevezetessége az úgynevezett Mirakelkolom (csodaoszlop), amelyet az 1908-ban elbontott, 1345-ben épült Mirakel van Amsterdam kápolna köveiből építettek. Az új metróvonal építése miatt az oszlopot ideiglenesen eltávolították. Az utca másik nevezetes műemléke, Vilma holland királynő lovasszobra.